# Flexamia mescalero
Flexamia mescalero är en insektsart som beskrevs av Whitcomb och Hicks 1988. Flexamia mescalero ingår i släktet Flexamia och familjen dvärgstritar. Inga underarter finns listade i Catalogue of Life.